# Vaux-lès-Mouzon
Vaux-lès-Mouzon är en kommun i departementet Ardennes i regionen Grand Est (tidigare regionen Champagne-Ardenne) i nordöstra Frankrike. Kommunen ligger  i kantonen Mouzon som ligger i arrondissementet Sedan. År 2022 hade Vaux-lès-Mouzon 72 invånare.

## Befolkningsutveckling
Antalet invånare i kommunen Vaux-lès-Mouzon
Referens: INSEE